# Santissimo Redentore e Santa Francesca Saverio Cabrini
Santissimo Redentore e Santa Francesca Saverio Cabrini ou Igreja do Santíssimo Redentor e Santa Francisca Xavier Cabrini, conhecida também apenas como Santissimo Redentore, é uma igreja de Roma, Itália, localizada no rione Ludovisi, na via Sicilia. É dedicada a Jesus Cristo Redentor e a Santa Francisca Xavier Cabrini; é também uma igreja anexa da paróquia de San Camillo de Lellis.

## História
Esta igreja foi construída em 1906, com base num projeto do arquiteto conhecido apenas como "Cucco", para as irmãs Missionárias do Sagrado Coração de Jesus, que vivem no convento vizinho.
A fachada lembra motivos da arte românico-lombarda: há uma rosácea central, uma cornija com uma arcada cega branca, duas janelas com vitrais (monofólias) e, na luneta acima do portal principal, uma pequena estátua de Cristo. O interior apresenta uma nave única decorada com pinturas dos "Milagres de Santa Francisca Cabrini", de G. Ciotti (1952).